# SG 플렌스부르크한데비트
SG 플렌스부르크한데비트(독일어: SG Flensburg-Handewitt)는 독일 플렌스부르크와 한데비트를 연고로 하는 핸드볼팀이다. 현재 핸드볼 분데스리가 소속이며 1990년에 창립된 팀이다.